# Karlskoga socken
Karlskoga socken i Värmland ingick i Karlskoga bergslags härad, ombildades 1940 till Karlskoga stad och området utgör i sin helhet sedan 1971 Karlskoga kommun i Örebro län och motsvarar från 2016 Karlskoga distrikt.
Socknens areal var 474,30 kvadratkilometer, varav 430,4 land (staden). År 2000 fanns här 31 590 invånare. Tätorten och kyrkbyn Karlskoga med sockenkyrkan Karlskoga kyrka låg i socknen.

## Administrativ historik
Enligt ett brev från 1583 av hertig Karl avträddes Möckelnsbodar socken helt från Närke till Värmland. Den gamla gränsen mellan landskapen gick genom Letälven, Möckeln, Timsälven och Alkvettern, varvid den västra delen av nuvarande Karlskoga tillhörde Varnums sockens skogsbygd av Värmland och den östra delen  av Möckelnsbodar i Knista socken av Närke. Socknen namnändrades till det nuvarande 1589. 1630 utbröts Bjurtjärns socken och 1753 utbröts Karlsdals kapellförsamling som 1922 återgick i Karlskoga församling.  
Vid kommunreformen 1862 övergick socknens ansvar för de kyrkliga frågorna till Karlskoga församling och för de borgerliga frågorna till Karlskoga landskommun. 1883 utbröts Degerfors församling och 1925 Degerfors landskommun, som senare blev Degerfors köping. I landskommunen låg sedan 1885 Karlskoga municipalsamhälle som 1940 blev Karlskoga stad i vilken landskommunen samtidigt uppgick. Staden ombildades 1971 till Karlskoga kommun.
1 januari 2016 inrättades distriktet Karlskoga, med samma omfattning som socknen, den tidigare staden och den nuvarande kommunen.
Socknen har tillhört fögderier, tingslag och domsagor enligt vad som beskrivs i artikeln Karlskoga bergslags härad.

## Geografi
Karlskoga socken ligger kring Timsälven, Svartälven och norra delen av Möckeln. Socknen har en odlingsbygd vid älvarna och vid sjön och är i övrigt en kuperad skogsbygd.

## Fornlämningar
Från stenåldern har påträffats lösfynd och ett par boplatser liksom en stensättning.

## Namnet
Namnet (1602 Karlskogh) är från hertig Karl (Karl IX) där skogen som åsyftas är skogsområdet mellan Närke och Värmland.

## Befolkningsutveckling
| Befolkningsutvecklingen i Karlskoga socken 1780–1990                                                     | Befolkningsutvecklingen i Karlskoga socken 1780–1990 | Befolkningsutvecklingen i Karlskoga socken 1780–1990 | Befolkningsutvecklingen i Karlskoga socken 1780–1990 | Befolkningsutvecklingen i Karlskoga socken 1780–1990 |
| --- | ---------------------------------------------------- | ---------------------------------------------------- | ---------------------------------------------------- | ---------------------------------------------------- |
| |                                                      |                                                      |                                                      |                                                      |
| År |                                                      |                                                      | Folkmängd                                            |                                                      |
| 1780 | 1780                                                 |                                                      | 3 989                                                |                                                      |
| 1790 | 1790                                                 |                                                      | 4 382                                                |                                                      |
| 1800 | 1800                                                 |                                                      | 4 548                                                |                                                      |
| 1810 | 1810                                                 |                                                      | 4 447                                                |                                                      |
| 1820 | 1820                                                 |                                                      | 4 896                                                |                                                      |
| 1830 | 1830                                                 |                                                      | 5 773                                                |                                                      |
| 1840 | 1840                                                 |                                                      | 6 172                                                |                                                      |
| 1850 | 1850                                                 |                                                      | 7 307                                                |                                                      |
| 1860 | 1860                                                 |                                                      | 8 335                                                |                                                      |
| 1870 | 1870                                                 |                                                      | 9 795                                                |                                                      |
| 1880 | 1880                                                 |                                                      | 11 588                                               |                                                      |
| 1890 | 1890                                                 |                                                      | 10 225                                               |                                                      |
| 1900 | 1900                                                 |                                                      | 10 693                                               |                                                      |
| 1910 | 1910                                                 |                                                      | 12 141                                               |                                                      |
| 1920 | 1920                                                 |                                                      | 13 793                                               |                                                      |
| 1930 | 1930                                                 |                                                      | 15 302                                               |                                                      |
| 1940 | 1940                                                 |                                                      | 26 094                                               |                                                      |
| 1950 | 1950                                                 |                                                      | 31 303                                               |                                                      |
| 1960 | 1960                                                 |                                                      | 35 456                                               |                                                      |
| 1970 | 1970                                                 |                                                      | 39 508                                               |                                                      |
| 1980 | 1980                                                 |                                                      | 36 828                                               |                                                      |
| 1990 | 1990                                                 |                                                      | 33 869                                               |                                                      |
| Anm: Källor: Umeå universitet - Tabellverket 1749-1859, Demografiska databasen, CEDAR, Umeå universitet. |                                                      |                                                      |                                                      |                                                      |